# Бугарска на Европском првенству у атлетици у дворани 1970.
Бугарска је учествовала на 1. Европском првенству у атлетици у дворани 1970. одржаном у Бечу, Аустрија, 14. и 15. марта. У првом учешћу на европским првенствима у дворани репрезентацију Бугарске представљало је 7 спортиста (2 м и 5 ж) који су се такмичили у 9 дисциплина (3 мушке и 6. женских).
На овом првенству Бугарска није освојила ниједну медаљу.
У табели успешности (према броју и пласману такмичара који су учествовали у финалним такмичењима (првих 8 такмичара)) Бугарска је са четири учесника у финалу делила са Холандијом 11. место са 15 бодова, од 23 земље које су имале представнике у финалу. На првенству су учествовале 24 земаље чланица ЕАА. Једино Турска није имала представника у финалу.
| Плас. | Земља    | 1. место | 2. место | 3. место | 4. место | 5. место | 6. место | 7. место | 8. место | Бр. финал. - Бод. |
| ----- | -------- | -------- | -------- | -------- | -------- | -------- | -------- | -------- | -------- | ----------------- |
| =11.  | Бугарска | 0        | 0        | 0        | 1—5      | 1—4      | 2—6      | 0        | 0        | 4—15              |

## Учесници
| Бр. | Дисциплина   | Мушкарци         | Жене               | Укупно |
| --- | ------------ | ---------------- | ------------------ | ------ |
| 1.  | 60 м         | Димчо Арнаудов   |                    | 1      |
| 2.  | 400 м        |                  | Светла Златева     | 1      |
| 3.  | 800 м        | Димко Дерибајев  | Светла Златева²    | 2      |
| 4.  | 1.500 м      | Димко Дерибајев² |                    | 1      |
| 4.  | 60 м препоне |                  | Иванка Кошничарска | 1      |
| 5.  | Скок увис    |                  | Јорданка Благоева  | 1      |
| 6.  | Скок удаљ    |                  | Недјелка Ангелова  | 1      |
| 7.  | Бацање кугле |                  | Иванка Христова    | 1      |
|     | Укупно (7)   | 2                | 5                  | 7      |

- Број уз име такмичара означава у колико је дисциплина учествовао/ла.

## Резултати

### Мушкарци
| Атлетичар       | Дисциплина | Лични рекорд | Квалификације | Квалификације | Полуфинале | Полуфинале | Финале           | Финале     | Детаљи |
| Атлетичар       | Дисциплина | Лични рекорд | Резултат      | Место         | Резултат   | Место      | Резултат         | Место      | Детаљи |
| --------------- | ---------- | ------------ | ------------- | ------------- | ---------- | ---------- | ---------------- | ---------- | ------ |
| Димчо Арнаудов  | 60 м       |              | 6,9           | 3 у гр. 2 КВ  | 6,9        | 4 у пф. 1  | Није се пласирао | 9/ 16 (17) |        |
| Димко Дерибајев | 800 м      |              | 1;51,8 ЛРд    | 6 у гр. 1     |            |            | Није се пласирао | 9/12       |        |
| Димко Дерибајев | 1.500 м    |              | 8:26,6 ЛРд    | 7 у гр. 2     |            |            | Није се пласирао | 13/13.     |        |

### Жене
| Атлетичарка        | Дисциплина   | Лични рекорд | Квалификације | Квалификације  | Полуфинале | Полуфинале | Финале            | Финале    | Детаљи |
| Атлетичарка        | Дисциплина   | Лични рекорд | Резултат      | Место          | Резултат   | Место      | Резултат          | Место     | Детаљи |
| ------------------ | ------------ | ------------ | ------------- | -------------- | ---------- | ---------- | ----------------- | --------- | ------ |
| Светла Златева     | 400 м        |              | 55,5          | 3 у гр. 1      |            |            | Није се пласирала | 7/9.      |        |
| Светла Златева     | 800 м        |              | 2:14,9        | 4 у гр. 2 (КВ) | 2:08,6     | 6./11      |                   |           |        |
| Иванка Кошничарска | 60 м препоне |              | 8,7           | 4 у гр. 1 (КВ) | 8,7        | 3. у пф. 2 | 8,8               | 6/13 (14) |        |
| Јорданка Благоева  | скок увис    |              |               |                |            |            | 1,82              | 4./13     |        |
| Недјалка Ангеловар | скок удаљ    |              | 6,13          | 14/17          |            |            |                   |           |        |
| Иванка Христова    | бацање кугле |              | 17,58         | 5/9            |            |            |                   |           |        |